# 手技療法・各種教育機関一覧
手技療法・各種教育機関一覧（しゅぎりょうほう・かくしゅきょういくきかんいちらん）は、あん摩・マッサージ・指圧からカイロプラクティック、整体、推拿、オステオパシー、アロマテラピーやリフレクソロジーさらに複合療法などの手技療法に関連する学校・教育機関の一覧。

## 国家資格が得られる学校（学校法人）

### あん摩マッサージ指圧師
- 'あん摩マッサージ指圧師の一覧参照

### 理学療法士
- '理学療法士養成施設の一覧参照

### 作業療法士
- '作業療法士養成施設の一覧参照

### 柔道整復師
- 柔道整復師養成施設の一覧参照

## 法令に定めがない養成施設（いわゆる無認可校）

### オステオパシー
- NPO法人アトラス・オステオパシー学院
- ジャパン・カレッジ・オブ・オステオパシー (JCO)
- スティル アカデミィ ジャパン
- 東洋オステオパシー学院
- 日本オステオパシー ドクター専門学院

### カイロプラクティック・整体・その他

#### あ
- 赤ひげ塾バランス活性療法院
- アイ・カイロプラクティックスクール
- アドバンス カイロプラクティック スクール(大阪）

#### い
- 磯谷式力学療法総本部
- インテグラシーカレッジ
- イーラーニングセミナー

#### え
- エサレン マッサージ&ボディワークアソシエーション
- 英国アーユルヴェーダカレッジ

#### お
- 大川カイロプラクティック専門学院
- 大阪アドバンスカイロプラクティック
- 大阪SLCA
- 大阪総合カイロプラクター学校
- 大阪療術研修所(厚生労働大臣許可研修機関)
- 沖縄整体専門学院（東京整体専門医学院沖縄校）
- オーソ・バイオノミー・ジャパン
- 大堀研究所・健康教育普及会
- 沖縄ヘルスケア専門学院

#### か
- 快医学の里研修センター
- 快整体術研究所
- 勝見流心身療術美健学院
- 川井筋系帯療法研究所
- 関西カイロプラクティックカレッジ
- かつらしま施術院（東京都練馬区）
- 関西カイロプラクティック医学院

#### き
- 極理整体専門学院
- 筋・筋膜治療研究会
- 銀座アロマテラピースクール

#### く
- クロニック・スチューデンツ

#### け
- 経絡按摩・関節運動学的アプローチ（AKA）研究会
- 血液循環療法協会・血液循環療法専門学院
- 健康堂中医薬整体専門学院
- 健友館

#### こ
- 麹町リバース
- 公認岡山健康学院
- 光輪療術学院
- 国際カイロプラクティックカレッジ(旧:国際カイロプラクティック専門学院)
- 国際整体技術学園
- 国立北京中医薬大学日本校

#### さ
- 三軸修整法研究会

#### し
- 城山整体専門学院
- ジャパンカレッジオブカイロプラクティック（JCOC）
- ジャパン・ヘルスサイエンス専門学院
- シオカワスクール オブ カイロプラクティック
- 静岡療術養成学院
- シャロンC・ACTスクール
- 心身一体療法研究所
- 身体均整法学園
- 身体均整法を勉強する会

#### せ
- スマートリンク・カイロプラクティックアカデミー
- 整膚学園
- 全日本整体術学院

#### そ
- 創健クラーク整体専門学院
- 足心道本部
- 総合整体専門学院

#### た
- 立花鍼灸療術医学院

#### ち
- 千葉カイロプラクティック学院

#### と
- 東海整体専門医学院（TBMC）
- 東京アロマセラピーカレッジ
- 東京カレッジ・オブ・カイロプラクティック(旧 RMIT大学健康学科日本コース)
- 東京整体医学院
- 東京整体学院 いろは学舎
- 東京整体専門学院
- 東京ボディワーク専門学院
- 東京リフレクソロジストアカデミー
- 東京療術学院
- 東邦カイロプラクティック専門医学院
- 東邦学院
- 東洋カイロプラクティック専門学院(東洋カイロプラクティック師協会協会員）
- 東洋整体カイロプラクティック研究所
- 東洋整体実践学院
- 東洋総医研 東京整体療術学院
- 東洋伝承医学研究所
- 東京SLCA
- 東京スポーツトレーナー＆カイロプラクティック学院 スポーツ会館
- 東京整体医学院
- 東京療術学院

#### な
- 名古屋カイロプラクティック学院 = 名古屋カイロプラクティックカレッジ
- ナショナル整体学院
- なんば大阪総合カイロプラクティック整体学校
- 名古屋SLCA

#### に
- 日本鍼灸療術医学院
- 西式健康法西会本部
- 日本アーユルヴェーダスクール
- 日本医療整体学院
- 日本カイロプラクティックアカデミー（Nihon Chiropractic Academy）(NCA）
- 日本カイロプラクティックドクター専門学院(国際整体技術学園)
- 日本キアテック本院
- 日本気導術学会
- 日本口腔生体医学研究会
- 日本自然形体療法専門学院
- 日本姿勢健康学院
- 日本上部頸椎専門カイロプラクティック・スクール（日本上部頸椎カイロプラクティック協会 学校の卒業生も含めた上部頸椎専門のカイロプラクターをめざす人のみを養成）
- 日本整体心理学研究所
- 日本整体専門学院
- 日本整体療術専門学院
- 日本総合整体学院
- 日本総合療術学院
- 日本中医推拿研究会/日本推拿医学専門学院
- 日本ナチュラルヒーリングセンター
- 日本バイオメディック総合学院
- 日本福祉整体学院
- 日本福祉整体学院八代校（日本福祉整体学院認定資格：カイロプラクティック整体師・アロマ整体師・カイロプラクテック整体師・アロマセラピスト・タイ古式マッサージ師）
- 日本武道医学専門学院
- 日本メディカルカイロプラクティック専門学院(JMCC)
- 日本メディカルスポーツトレーナー学院
- 日本SIJカイロプラクティックカレッジ
- 日本トータルバランス整体学院 ヒーリングアカデミー
- 日本メディカルカイロプラクティック専門学院
- 日本総合整体医学院
- ニールズヤードスクールオブナチュラルメディスンズ

#### は
- ハンズプラクティスカレッジ東京　（HPC東京）

#### ひ
- 広島カイロプラクティック学院
- ヒーリングアカデミー

#### ふ
- フットセラピスト養成学院

#### へ
- 平成医療専門学院

#### む
- 武蔵野整体指圧カレッジ
- 村上学園グループ・村上整体専門医学院

#### め
- メディカル整体学院
- メディックスボディバランスアカデミー

#### や
- 山田クリニック付属CMK学院
- 山城カイロプラクティック学院

#### ゆ
- ユニオン整体専門学院
- ユニバーサルカイロプラクティックカレッジ（パシフィックアジアカイロプラクティック協会の開業プログラム）

#### よ
- 横浜カイロプラクティック学院（本校と水戸校、東洋カイロプラクティック協会・NPO法人東洋カイロプラクティック普及協会）
- 横山式筋二点療法ゼミナール

#### ら
- ライブラ香りの学校

#### り
- 遼寧中医大学日本校
- 臨床中医推拿塾

#### わ
- 早稲田自然医療専門学院

#### E
- Earth Chiropractic Academy （旧MCC横浜 Medical Chiropractic College Yokohama）
- HCCカイロ塾 大阪
- HPC東京 (渋谷)
- JCDC鹿児島校
- JN整体スクール(東京にある整体学校)
- MEC通信教育
- RMIT大学カイロプラクティック学科日本校
- SLCA付属研修所 （SLCA東京校）

#### T
- Total Balance Chiropractic College (TBCC) (日本整体師育成専門学院)
- TBNカイロプラクティックカレッジ東京校